# Santa Marta de Penaguião
Santa Marta de Penaguião és un municipi portuguès al districte de Vila Real, a la regió del Nord i a la Subregió del Douro. L'any 2001 tenia 8.569 habitants. Es divideix en 10 freguesies. Limita al nord i a l'est amb Vila Real, al sud amb Peso da Régua i a l'oest amb Amarante.

## Població
| Població del concelho de Santa Marta de Penaguião (1801 – 2004) | Població del concelho de Santa Marta de Penaguião (1801 – 2004) | Població del concelho de Santa Marta de Penaguião (1801 – 2004) | Població del concelho de Santa Marta de Penaguião (1801 – 2004) | Població del concelho de Santa Marta de Penaguião (1801 – 2004) | Població del concelho de Santa Marta de Penaguião (1801 – 2004) | Població del concelho de Santa Marta de Penaguião (1801 – 2004) | Població del concelho de Santa Marta de Penaguião (1801 – 2004) | Població del concelho de Santa Marta de Penaguião (1801 – 2004) |
| --------------------------------------------------------------- | --------------------------------------------------------------- | --------------------------------------------------------------- | --------------------------------------------------------------- | --------------------------------------------------------------- | --------------------------------------------------------------- | --------------------------------------------------------------- | --------------------------------------------------------------- | --------------------------------------------------------------- |
| 1801                                                            | 1849                                                            | 1900                                                            | 1930                                                            | 1960                                                            | 1981                                                            | 1991                                                            | 2001                                                            | 2004                                                            |
| 10731                                                           | 8535                                                            | 11422                                                           | 12532                                                           | 13282                                                           | 11194                                                           | 9703                                                            | 8569                                                            | 8400                                                            |

## Freguesies
- Alvações do Corgo
- Cumieira, anteriorment Cumeeira
- Fontes
- Fornelos
- Louredo
- Medrões
- Sanhoane
- São João Baptista de Lobrigos
- São Miguel de Lobrigos (Santa Marta de Penaguião)
- Sever